# 皱叶蕗蕨
皱叶蕗蕨（学名：Hymenophyllum corrugatum）为膜蕨科膜蕨属下的一个种。